# Heribert Corn

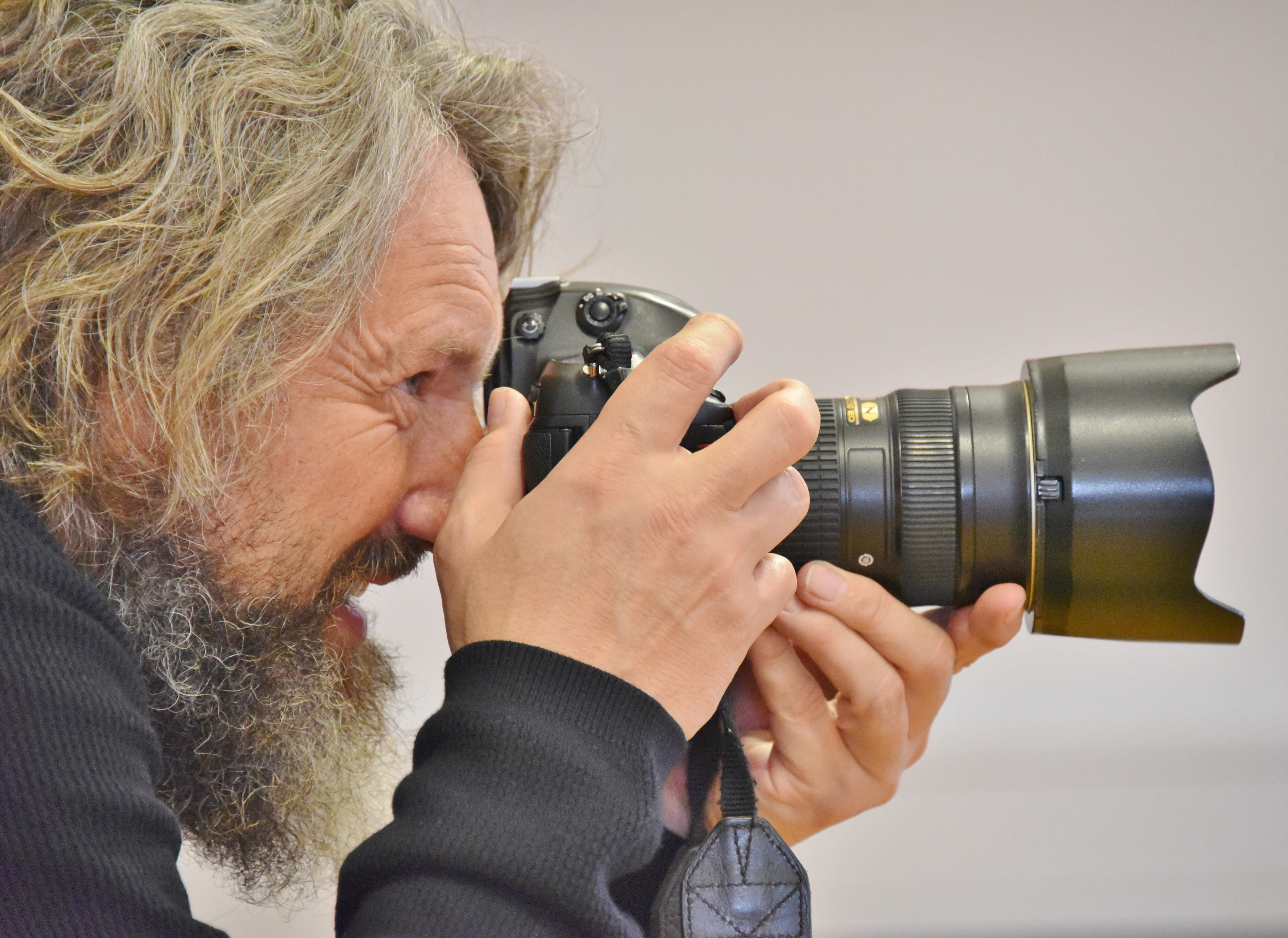
Heribert Corn, 2016

Heribert Corn (geboren 1964 in Gisingen in Vorarlberg) ist ein österreichischer Fotograf.
Corn arbeitet für die Zeitungen Falter und Der Standard in Wien. International fertigt er Auftragsarbeiten für Die Zeit, Weltwoche, Süddeutsche Zeitung, NZZ, Financial Times oder Le Monde. Corn gewann 2021 in Österreich die Auszeichnung Journalist des Jahres für Pressefotografie.
Er gestaltete die Projekte und Ausstellungen: In der Justizanstalt X, Die letzten Schlachtungen von St. Marx, Neun Punkt Strich, Uganda in der Säulenhalle des Parlaments, GrobCorn in der Galerie Momentum.